# Jónas frá Hriflu

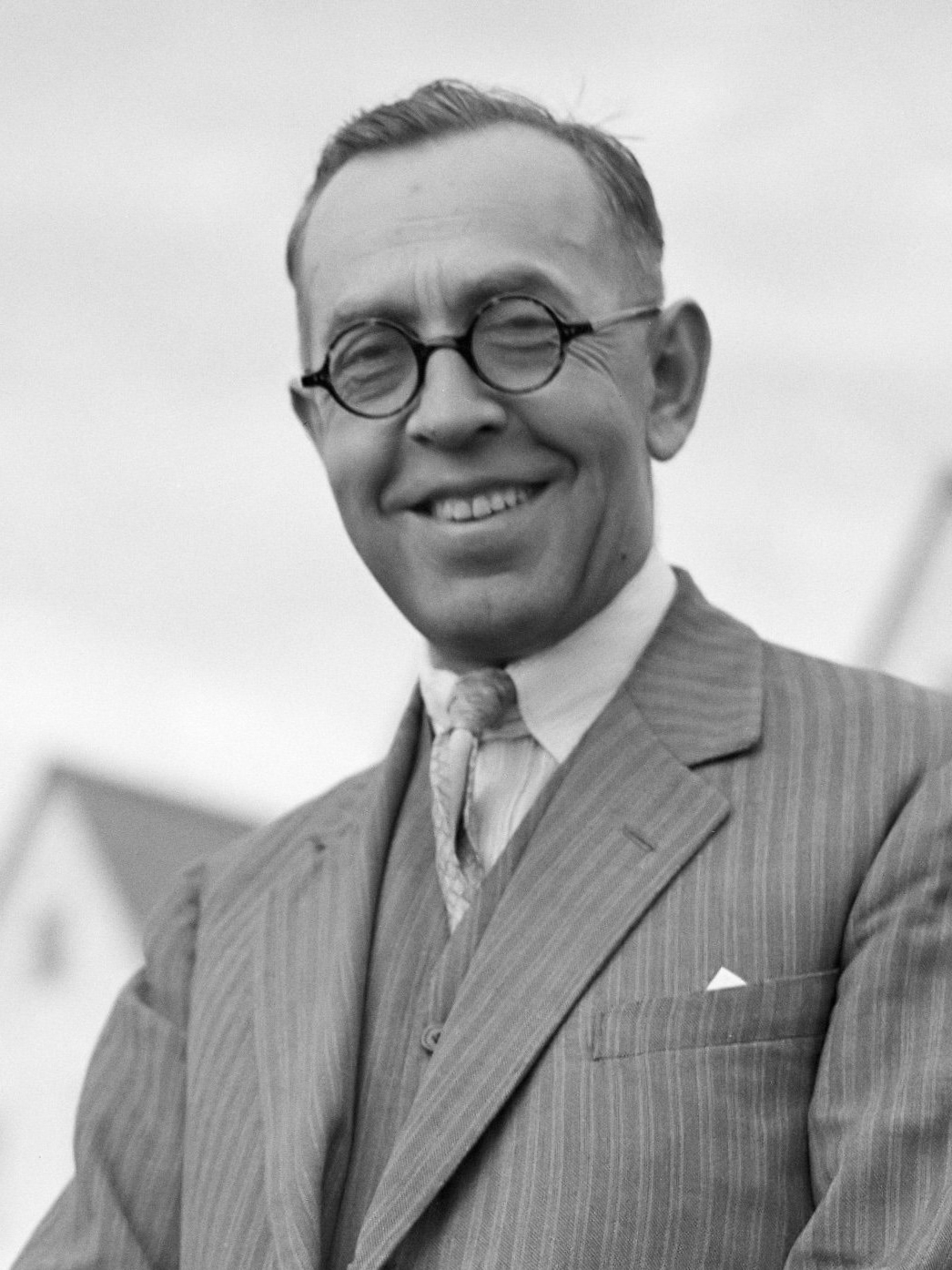
Jónas Jónsson frá Hriflu (1934)

Jónas frá Hriflu („Jónas von Hrifla“, * 1. Mai 1885 als Jónas Jónsson auf dem Hof Hrifla im Bezirk Suður-Þingeyjarsýsla; † 19. Juli 1968 in Reykjavík) war ein isländischer Lehrer, Journalist, Autor und Politiker. Er war jahrzehntelang einer der einflussreichsten Politiker Islands und beteiligte sich um 1916 sowohl an der Gründung der Fortschrittspartei (bäuerliche Mitte) als auch der Sozialdemokratischen Partei Islands. Von 1927 bis 1932 war er Justiz- und Religionsminister und von 1934 bis 1944 Vorsitzender der Fortschrittspartei. Die von ihm verfasste „Isländische Geschichte für Kinder“ wurde lange als Lehrmittel an isländischen Schulen verwendet und prägte das Geschichtsbild von Generationen von Isländern.

## Leben

### Jugend
Jónas wurde als Sohn einer armen Bauernfamilie im isländischen Bezirk Suður-Þingeyjarsýsla geboren, auf dem Hof Hrifla im Bárðardalur. Nach diesem Herkunftsort wurde er später als „Jónas von Hrifla“ – isländisch Jónas frá Hriflu – bekannt. Seine Eltern waren Jón Kristjánsson und Rannveig Jónsdóttir, Landwirte auf Hrifla. Nach dem Erwerb eines mittleren Schulabschlusses in Akureyri und dem Besuch von Kursen an der Volkshochschule im jütländischen Askov besuchte Jónas von 1907 bis 1908 die pädagogische Hochschule in Kopenhagen. Er setzte seine Studien in Deutschland, Frankreich und am Ruskin College in Oxford fort. Diese Auslandsstudien wurden Jónas durch ein Stipendium des Althing ermöglicht, nachdem ihm der Besuch des Gymnasiums in Reykjavík durch die Armut seiner Familie verwehrt geblieben war.

### Schulische Tätigkeit und Parteigründungen
Jónas war unter anderem von 1909 bis 1918 als Lehrer am damaligen isländischen Lehrerseminar (Kennaraskóli, später pädagogische Hochschule Kennaraháskoli Íslands) in Reykjavík tätig. Jónas war in dieser Zeit in der Gewerkschaftsbewegung aktiv und engagierte sich 1915 zusammen mit Ólafur Friðriksson für die Gründung der isländischen Matrosengewerkschaft Hásetafélagið, obwohl weder Jónas noch Ólafur Seeleute waren. Hásetafélagið wurde zu einer der stärksten isländischen Gewerkschaften. Jónas frá Hriflu und Ólafur Friðriksson waren in der Folge auch federführend bei der Gründung des isländischen Gewerkschaftsbundes Alþýðusamband Íslands (ASÍ) 1916 und dessen zugleich gegründeten politischen Arms, der Sozialdemokratischen Partei Islands (Alþýðuflokkurinn). Erster Parteivorsitzender wurde jedoch keiner von beiden, sondern Ottó N. Þorláksson.
Trotz dieses Engagements sah Jónas frá Hriflu seine eigene politische Zukunft nicht in der Sozialdemokratie. Der isländische Historiker Gunnar Karlsson beschreibt Jónas in diesem Zusammenhang als einen „Mann von ambitionierten Plänen“, der sich nicht damit begnügte, eine einzelne Partei zu gründen, sondern ein ganz neues System mit drei Parteien schaffen wollte. In diesem System sah er sich in einer liberalen Mittepartei, unterstützt von einer relativ starken sozialdemokratischen Partei. So kam es, dass Jónas frá Hriflu 1916 auch bei der Gründung der bäuerlichen Fortschrittspartei hervortrat. Während sie von vielen Mitgliedern nur als Vertreterin der Interessen der Bauern gesehen wurde, wollte Jónas sie als liberale Partei und Unterstützerin der Genossenschaftsbewegung verstanden wissen. Sie sollte der ländlichen Bevölkerung eine Heimat geben, „während die Bruderpartei die Arbeiterschaft in den Städten und Dörfern auffangen sollte“, so Halldór Guðmundsson.
1918 beschloss der Vorstand des isländischen Genossenschaftsverbandes SÍS, eine „Genossenschaftsschule“ (Samvinnuskólinn) für seine Mitglieder einzurichten. Sie wurde 1919 in Reykjavík eröffnet, mit Jónas frá Hriflu als erstem Rektor. Er hatte dieses Amt bis 1927 und erneut von 1932 bis 1955 inne. Sein Konzept für die Genossenschaftsschule orientierte sich am Ruskin College, das er selbst besucht hatte. Aus ihr ist die heutige Universität Bifröst hervorgegangen.

### Abgeordneter, Minister und Parteivorsitzender
Von 1922 bis 1949 war Jónas frá Hriflu Abgeordneter des isländischen Parlaments Althing für die Fortschrittspartei. 1927 bildete die Fortschrittspartei mit Unterstützung der Sozialdemokraten eine Minderheitsregierung. Bis 1932 war Jónas eines der drei Mitglieder dieser Regierung. Neben der Zuständigkeit für Justiz und Religion umfasste sein Ministerium auch die Bereiche Gesundheit, Bildung und Kultur. Obwohl er nicht Ministerpräsident war, galt Jónas zunächst als der „starke Mann“ dieser Regierung. Er sah die neue Koalition als entscheidenden Schritt für einen Machtwechsel von der weltlichen und kirchlichen Aristokratie zu den einfachen Bürgern an.
Jónas war dabei stets eine umstrittene Persönlichkeit. So wurde er nach längeren Auseinandersetzungen mit einem Großteil der isländischen Mediziner vom Direktor einer psychiatrischen Klinik für „geisteskrank“ erklärt – woraufhin dieser von Jónas unverzüglich entlassen wurde. Die bürgerlichen Kräfte Islands, die seit 1929 in der Unabhängigkeitspartei vereint waren, sahen in Jónas einen „gefährlichen Radikalen“. Der isländische Schriftsteller Halldór Guðmundsson beschreibt Jónas als ausgesprochenen Idealisten, der sich dem Genossenschaftsgedanken verschrieben habe, und als Nationalisten „mit der Ambition, die Lebensverhältnisse der breiten Bevölkerung zu verbessern“. Seine Vorgehensweise, die in mancher Hinsicht an die italienischen Faschisten erinnerte, soll den dänischen König Christian X. bei seinem Besuch in Island zur Tausendjahrfeier des Althing 1930 zum Ausspruch „Sie sind also der Mann, der in diesem Land den kleinen Mussolini spielt?“ geführt haben. Jónas frá Hriflu war jedoch, so Halldór Guðmundsson, kein Faschist. Sein konfliktträchtiges Verhalten machte ihn allerdings unpopulär. Seit etwa 1932 galt „dieser außerordentlich fähige Mann“ (Gunnar Karlsson) als politisch isoliert, selbst in seiner eigenen Partei, obwohl er von 1934 bis 1944 den Parteivorsitz innehatte. Gleichwohl galt auch noch die sogenannte „Nationalregierung“, eine von 1939 bis 1942 bestehende breite Koalition aus Fortschrittspartei, Sozialdemokraten und Unabhängigkeitspartei (die Opposition bestand nur aus den drei Abgeordneten der Sozialistischen Partei), als das geistige Produkt von Jónas frá Hriflu.

### Schriftstellerisches und journalistisches Schaffen
Jónas frá Hriflu war ein produktiver Schriftsteller und veröffentlichte zahlreiche Bücher und Aufsätze in Zeitungen und Zeitschriften. Seine erstmals 1915–1916 in zwei Bänden erschienene Einführung in die isländische Geschichte Íslandssaga handa börnum („Isländische Geschichte für Kinder“) wurde bis 1968 mehrfach neu aufgelegt. Jónas stellt die Isländer darin als Abkömmlinge der tüchtigsten Norweger dar, die Erben starker, unabhängiger Bauern, die sich der Unterdrückung durch den norwegischen König Harald I. entzogen hatten. Über die Jahrhunderte sei das Volk von der rauen Natur Islands weiter geformt worden, wodurch eine Nation geschaffen worden sei, die weltweit einzigartig dastehe.
Er war Chefredakteur verschiedener Zeitschriften, darunter von 1911 bis 1917 des Schulblatts Skinfaxi sowie der genossenschaftlichen Zeitschriften Tímarit íslenzkra samvinnufélaga (1917–1925) und Samvinnan (1926–1928, 1931–1946). In seinem umfangreichen publizistischen Wirken traten seit einer Artikelreihe zum Roman Sein eigener Herr von Halldór Laxness, die Jónas 1936 veröffentlicht hatte, literarische und kulturelle Themen besonders hervor, wobei er „schonungslos gegen alles und jeden, das und der ihm gegen den Strich ging, zu Felde“ zog, so Halldór Guðmundsson, der auch anmerkt, dass Jónas’ Verständnis von Kunst dem 19. Jahrhundert angehört habe.

### Konflikt mit Halldór Laxness
Eine besonders erbitterte, langjährige Auseinandersetzung führte Jónas frá Hriflu in den 1930er und 1940er Jahren mit dem späteren Literaturnobelpreisträger Halldór Laxness. Die beiden streitbaren Isländer schätzten einander dabei anfänglich durchaus. Noch um 1930 zeigte sich Laxness begeistert von Jónas’ Idealismus und ergriff im Streit mit dem isländischen Ärzteverein Partei für ihn. Im Mai 1930 erschien in der isländischen Zeitung Tíminn („Die Zeit“) eine „wahre Lobeshymne“ von Laxness auf Jónas frá Hriflu. Seinerseits setzte sich Jónas 1931/1932 für die Herausgabe von Laxness’ Roman Salka Valka in einem staatlichen Verlag ein.
Auf Salka Valka folgte Sein eigener Herr, worin Laxness ein wenig schmeichelhaftes Bild vom Leben eines isländischen Kleinbauern zeichnete. Jónas reagierte mit einer Artikelserie, in der er Laxness’ schriftstellerische Fähigkeiten zwar lobte und sich von der Hauptfigur Bjartur fasziniert zeigte, aber auch die Trostlosigkeit der Menschen in Laxness’ Darstellung harsch kritisierte. Jónas äußerte die Ansicht, dass der Autor damit „gegen sein eigenes Volk und die Prüfungen, die es ertragen muss“ arbeite.
In den folgenden Jahren äußerte sich auch Halldór Laxness negativ über Jónas frá Hriflu. Seine stete Kritik an den Veröffentlichungen des Verlags des staatlichen Kulturfonds (Menningarsjóður) gewann besondere Schärfe, wenn Jónas als Herausgeber fungierte. Eine von Jónas vorbereitete Neuausgabe von Werken klassischer isländischer Dichter kommentierte Halldór Laxness dahingehend, dass Jónas seinen Hass auf lebende Autoren damit kaschiere, „sich zu einer Art Mäzen verstorbener Dichter zu machen“; Jónas sei „der grösste Nekrophile in ganz Island“.
Von 1941 bis 1943 wurde in Island ein Streit um die Orthographie in Neuausgaben der Isländersagas ausgetragen, in dem Jónas frá Hriflu und Halldór Laxness als Kontrahenten auftraten. Während Laxness sich für Ausgaben in moderner Orthographie engagierte, sah Jónas ein solches Unterfangen als Angriff auf das isländische Kulturerbe an. Die Auseinandersetzung gipfelte darin, dass Jónas die modernisierten Saga-Ausgaben gesetzlich zu unterbinden suchte und das Parlament auch tatsächlich ein Gesetz in seinem Sinne beschloss, das jedoch 1943 vom obersten isländischen Gericht (Hæstiréttur) als nicht verfassungskonform kassiert wurde. Der Orthographiestreit besiegelte eine „tiefe Feindschaft“ zwischen Halldór Laxness und Jónas frá Hriflu, die in den folgenden Jahren noch in weiteren Auseinandersetzungen ihren Niederschlag finden sollte.

## Wirkung
Jónas frá Hriflu gilt als einer der einflussreichsten isländischen Politiker der Zwischenkriegszeit. Von ihm gegründete oder geprägte Organisationen und Parteien spielen im gesellschaftlichen und politischen Leben Islands nach wie vor eine bedeutende Rolle. Sowohl die Fortschrittspartei als auch die Sozialdemokratische Partei bzw. deren Nachfolgepartei Allianz waren häufig in isländischen Regierungen vertreten. Jónas’ „Isländische Geschichte für Kinder“, die während fast sieben Jahrzehnten an isländischen Schulen verwendet wurde, prägte das Geschichtsbild vieler Isländer. In einer repräsentativen Umfrage nach den „meistbewunderten“ verstorbenen Isländern von 1971 belegte Jónas frá Hriflu zusammen mit dem isländischen Nationaldichter Matthías Jochumsson (1835–1920) und dem mittelalterlichen Dichter, Historiker und Politiker Snorri Sturluson (1179–1241) den 9. Platz. Der Historiker Guðmundur Hálfdanarson kommt zum Schluss, dass wenige Politiker des 20. Jahrhunderts einen so nachhaltigen Einfluss auf den Gang der isländischen Geschichte hatten wie Jónas frá Hriflu.

## Persönliches
Jónas Jónsson frá Hriflu heiratete 1912 Guðrún Stefánsdóttir (1885–1963), deren Vater ebenfalls Bauer im Bezirk Suður-Þingeyjarsýsla (auf dem Hof Granastaðir im Tal Kaldakinn) war. Das Ehepaar hatte zwei Töchter.